# Џеси Бернард
Џеси Шерли Бернард (енгл. Jessie Shirley Bernard), рођена као Џеси Сара Равич (енгл. Jessie Sarah Ravitch, 8. јун 1903. — 6. октобар 1996) била је амерички социолог и истакнути учењак феминизма.
Бернардова је била стална претеча феминистичке мисли у америчкој социологији и њен рад је окарактерисан као изузетно плодотворан, протежући се на неколико интелектуалних и политичких области. Проучавала је и писала о животу жена још од касних 1930-их, а њени доприноси друштвеним наукама те феминистичкој теорији везани за положај жена, род и родне улоге, брак, односе жена према породици и локалној заједници су нарочито запажене. Током своје каријере додељена су јој бројна признања, а и неколико установљених награда носи њено име, као што је Награда Џеси Бернард Америчког социолошког удружења.
Џеси Бернард је била плодан писац, објавивши 15 самосталних књига, 9 књига у коауторству, 75 чланака у часописима и преко 40 поглавља у књигама.

## Живот и дело
Џеси Бернард (рођена као Џеси Равич) рођена је 8. јуна 1903. гоидне у Минеаполису. Први самосталан корак направила је са 17 година када је из своје јеврејске имиграционе породице прешла на Универзитет у Минесоти. Тамо је студирала с Питиримом Сорокином, који је касније основао Одељење за социологију на Харвардском универзитету, и са Л.Л. Бернардом, који је био један од саоснивача American sociological review, и за кога се удала 1925. године.
Њено заједничко студирање са Бернардом одвело ју је до позитивистичке социологије која се испољавала у њеном каснијем раду и способности да квантитативно истраживање интегрише са квалитативном и критичком анализом које су у Америци постајале све популарније. Докторирала је на Вашингтонском универзитету у Сент Луису 1935. године. До средине 1940-их година, Бернардови су били на Државном универзитету Пенсилванија, а Џеси је почела да прераста позитивизам. Холокауст је уништио њену веру у то да наука може да спозна и произведе праведан свет. Прихватила је нове идеје од којих је најважнија била та да је знање концептуализовано, а не објективно. Ускоро је почела да успоставља независну академску репутацију. Њен муж умро је 1951. године, али она је остала на Пен Стејту све до 1960. године, проводећи време у предавању и писању, као и подизању своје деце. Након тога, преселила се у Вашингтон да би се потпуно посветила писању и истраживању.
Најдраматичнији корак предузела је у последњој трећини свог живота, између 1964. и 1996. године (те године је и преминула). Тај период значајан је како за њену вансеријску академску продукцију, тако и за оно што је она имала да каже о каријерним обрасцима у животима жена.

## Изабрана библиографија

### Књиге
- Bernard, Jessie. 1942. "American Family Behavior". New York: Harper & Brothers.
- Bernard, Jessie. 1949. "American Community Behavior". New York: Dryden Press
- Bernard, Jessie. 1956. "Remarriage: A Study of Marriage". New York: Dryden Press.
- Bernard, Jessie. 1957. "Social Problems at Midcentury: Role, Status and Stress in a Context of Abundance". New York: Dryden Press,
- Bernard, Jessie. 1964. "Academic Women". University Park: Pennsylvania State University Press.
- Bernard, Jessie. 1966. "Marriage and Family Among Negroes". New Jersey: Prentice-Hall.
- Bernard, Jessie. 1968. "The Sex Game". New Jersey: Prentice-Hall.
- Bernard, Jessie. 1971. "Women and the Public Interest: An Essay on Policy and Protest". Chicago: Aldine.
- Bernard, Jessie. 1972. "The Future of Marriage". New York Bantam Books.
- Bernard, Jessie. 1973. "The Sociology of Community". Glenview Illinois: Scott, Foresman Publisher.
- Bernard, Jessie. 1975. "The Future of Motherhood". New York: Penguin Books.
- Bernard, Jessie. 1975. "Women, Wives, Mothers: Values and Options". Chicago: Aldine.
- Bernard, Jessie. 1978. "Self-Portrait of a Family". Boston: Beacon Press.
- Bernard, Jessie. 1981. "The Female World". New York: Free Press.
- Bernard, Jessie. 1987. "The Female World from a Global Perspective". Indiana: Indiana University Press.

### Коаутор књига
- Luther, Lee Bernard and Bernard, Jessie. 1934. "Sociology and the Study of International Relations". St. Louis: Washington University Studies.
- Bernard, Luther Lee and Bernard, Jessie. 1943. "Origins of American Sociology". New York: Thomas Y. Crowell Company.
- Bernard, Jessie, Smith, William M. and Buchanan, Helen E. 1958. "Dating, Mating, and Marriage". Cleveland, Ohio: Howard Allen, Inc.
- Bernard, Jessie and MacLurg Jensen, Deborach. 1962. "Sociology". St. Louis: C.V. Mosby Co.
- Broderick, Calfred B. and Bernard, Jessie. 1969. "The Individual, Sex and Society". Baltimore: Johns Hopkins.
- Bernard, Jessie, Thompson, Lida F. and MacLurg Jensen, Deborah. 1970. "Sociology: Nurses and their Patients in a Modern Society". St. Louis: C.V. Mosby Co.

### Поглавља у књигама
- Bernard, Jessie. "The History and Prospects of Sociology in the United States." In Trends in American Sociology. edited by George A. Lundberg, Read Bain, and Nels Anderson. New York: Harper and Bros., 1929.
- Bernard, Jessie. "The Sources and Methods of Social Psychology." The Fields and Methods of Sociology, ed. Luther L. Bernard. New York: R. Long and R.R. Smith, Inc., 1934.
- Bernard, Jessie. "Biculturality: A Study in Social Schizophrenia". In Jews in a Gentile World, eds. Isacque Graeber and Steuart H. Britt. New York: Macmillan, 1942.
- Bernard, Jessie. "An Analysis of Jewish Culture." In Jews in a Gentile World, eds. Isacque Graeber and Steuart H. Britt. New York: Macmillan, 1942
- Bernard, Jessie. "Social Work." In Contemporary Social Science, eds. Philip L. Harriman. Harrisburg: Stackpole Co., 1953.
- Bernard, Jessie. "The Sociological Study of Conflict." In The Nature of Conflict ed. International Sociological Association. Belgium: UNESCO, 1957.
- Bernard, Jessie. "The United States." In The Institutions of Advanced Societies, ed. Arnold M. Rose. Minneapolis: University of Minnesota Press, 1958.
- Bernard, Jessie. "Divorce and Remarriage." In Sex Ways in Fact and Faith, eds. Evelyn and Sylvanus Duvall. New York: Association Press, 1961.
- Bernard, Jessie. "The Adjustments of Married Mates." In Handbook of Marriage and the Family, ed. Harold T. Christensen. Chicago: Rand McNally and Co., 1964.
- Bernard, Jessie. "The Present Situation in the Academic World of Women Trained in Engineering." In Women in the Scientific Professions, ed. Jacquelyn A.Mattfeld. Cambridge: MIT Press, 1965.
- Bernard, Jessie. "Conflict as Research and Research as Conflict." In The Rise and Fall of Project Camelot, ed. Irving L. Horowitz. Cambridge: MIT Press, 1967.
- Bernard, Jessie. Present Demographic Trends and Structural Outcomes in Family Life Today." In Marriage and Family Counseling, ed. James A. Peterson. New York: Association Press, 1968.
- Bernard, Jessie. "The Eudaemonists." In Why Men Take Chances ed. Samuel Z. Klausner. New York: Doubleday and Co., 1968.
- Bernard, Jessie. "Counseling, Psychotherapy and Social Problems in Value Contexts." In Explorations in Sociology and Counseling, ed. Donald A. Hansen. Boston: Houghton, Mifflin, 1969.
- Bernard, Jessie. "Functions and Limitations in Counseling and Psychotherapy." In Explorations in Sociology and Counseling, ed. Donald A. Hansen. Boston; Houghton, Mifflin Co., 1969.
- Bernard, Jessie. "Infidelity: Some Moral and Social Issues." In The Dynamics of Work and Marriage, ed. Jules H. Masserman. New York: Grune and Straton, 1970.
- Bernard, Jessie. "No News, but New Ideas." In Divorce and After, ed. Paul Bohannan. New York: Doubleday and Co., 1970.
- Bernard, Jessie. "The Paradox of a Happy Marriage." In Women in Sexist Society, eds. Vivian Gornick and Barbara K. Moran. New York: Basic Books, 1971.
- Bernard, Jessie. "Sex as a Regenerative Force." In The New Sexuality, ed. Herbert A. Otto Palo Alto. California: Science and Behavior Books, 1971.
- Bernard, Jessie. "The Housewife: Between Two Worlds." In Work, eds. Phyllis Stewart and Muriel Canter. Chicago: Markham, 1972.
- Bernard, Jessie. "Women, Marriage, and the Future." In Toward a Sociology of Women, ed. Constantina Safilios-Rothschild. Lexington: Xerox College Pub., 1972.
- Bernard, Jessie. "Adolescence and Socialization for Motherhood." In Adolescence in the Life Cycle, Psychological Change and Social Context, ed. Sidney E. Dragastin and Glen H. Elder, Jr. Washington: Hemisphere Publishing Co., 1975.
- Bernard, Jessie. "Jealousy and Marriage." in Jealousy, eds. Gordon Clanton and Lynn G. Smith. New Jersey: Prentice-Hall, Inc., 1977.
- Bernard, Jessie. "'Contingency' or 'Career' Schedules for Women." In Increasing Student Development Options in College, ed. David E. Drew. San Francisco: Jossey-Bass, 1978.
- Bernard, Jessie. "Models for the Relationship between the World of Women and the World of Men." In Research in Social Movements, ed. Louis Kriesberg. Greenwich: JAI Publishing, 1978.
- Bernard, Jessie. "Policy and Women's Time." In Sex Roles and Social Policy, eds. Jean Lipman-Blumen and Jessie Bernard. Beverly Hills: Sage Publications 1979.
- Bernard, Jessie. "Update on Women." In The Future American College, ed. Arthur W. Chicering. New Jersey: Prentice Hall, 1980.
- Bernard, Jessie. "The Housewife." In Varieties of Work, ed. Phyllis Stewart and Muriel Cantor. Beverly Hills: Sage Publications, 1982.
- Bernard, Jessie. "Benchmark for the '80s." In Handbook for Women Scholars, ed. Monika Kehoe. San Francisco: Center for Women Scholars, 1983.
- Bernard, Jessie. "Reflections on Style, Structure, and Subject." In Scholarly Writing and Publishing, ed. Mary Frank Fox. Colorado: Westview, 1985.